# Heinze Akademie
Die Heinze Akademie ist ein Hamburger Weiterbildungsunternehmen für technische Fachkräfte in Industrieunternehmen.

## Geschichte
Die Gründung der Heinze Akademie erfolgte im Jahr 1937 durch Harriet Erna Heinze. Bis in das Jahr 2014 trug das Unternehmen den Namen Technische Fachschule Heinze. Seit 2020 ist das Unternehmen eine Gesellschaft mit beschränkter Haftung.

## Akkreditierungen und Zertifizierungen
Die Heinze Akademie umfasst verschiedene Schulformen, welche unterschiedlichen Normen, Gesetzen und Aufsichtsbehörden unterliegen.

### Staatlich anerkannte Fachschulen und Berufsfachschulen
Die Heinze Akademie ist als Fachschule für Maschinenbautechnik im Schwerpunkt Maschinenbau sowie in der Fachrichtung Bautechnik durch die Hamburger Behörde für Schule und Berufsbildung staatlich anerkannt. Als so genannte Ersatzschule ist sie u. a. berechtigt, staatlich anerkannte Prüfungen durchzuführen und entsprechende Zeugnisse auszustellen.

### Umschulungsbetrieb mit Kammerabschlüssen
Die Heinze Akademie bietet die Umschulung zum Augenoptiker mit Kammerabschluss an. Sie ist durch die Deutsche Rentenversicherung als anerkannte Einrichtung zur beruflichen Rehabilitation (Leistungen zur Teilhabe am Arbeitsleben) akkreditiert.

### Zertifiziert nach der Akkreditierungs- und Zulassungsverordnung Arbeitsförderung
Die Heinze Akademie ist seit Inkrafttreten der Verordnung im Jahre 2006 nach der Akkreditierungs- und Zulassungsverordnung Arbeitsförderung zertifiziert, so dass eine Aus- oder Weiterbildung bei Vorliegen der persönlichen Voraussetzungen mit einem Bildungsgutschein finanziert werden kann.